# 1502
Il 1502 (MDII in numeri romani) è un anno  del XVI secolo.

## Eventi
- Aldo Manuzio pubblica a Venezia la sua edizione della Divina Commedia di Dante Alighieri, che rimarrà la base di tutte le ristampe per i successivi tre secoli.
- Pier Soderini nominato gonfaloniere a vita della città di Firenze.
- La Grande Orda viene completamente distrutta da Mengli Ghiray del Khanato di Crimea.
- Hieronymus Bosch realizza il Trittico del Fieno, ora al Museo del Prado (probabilmente 1516).
- Jacques de La Palice detto Lapalisse, diventa viceré degli Abruzzi.
- Alessandro VI nomina Alessandro Farnese, futuro papa Paolo III, legato della Marca anconitana.
- Matrimonio tra Giacomo di Braganza e Eleonora di Mendonça.
- Matrimonio tra Federico I di Danimarca e Anna del Brandeburgo.
- Chambéry: i Savoia fanno costruire una cappella che custodirà la Sacra Sindone fino al 1535.
- India: Vasco da Gama fonda la colonia di Calicut.
- 1º gennaio – Viene esplorata da Amerigo Vespucci la zona dove oggi sorge Rio de Janeiro.
- 12 febbraio – Granada: i musulmani sono costretti alla conversione al cattolicesimo.
- 1º marzo – Taranto: il principe Ferdinando, figlio di Ferdinando II d'Aragona, si arrende all'assedio del generale Consalvo di Cordova.
- 31 dicembre – Cesare Borgia, con l'aiuto di suo padre papa Alessandro VI, occupa Urbino spodestando il duca Guidobaldo da Montefeltro, e Camerino, spodestando Giulio Cesare da Varano.

### Americhe
- 11 maggio – Cristoforo Colombo salpa da Cadice per il suo quarto e ultimo viaggio nel "Nuovo Mondo": scoprirà l'istmo di Panama e Honduras e porterà a Ferdinando e Isabella di Castiglia i semi del cacao.
- 9 dicembre – Enrico VII d'Inghilterra predispone nuovi permessi di viaggio ad un gruppo di esploratori anglo-portoghesi (Company of Adventurers to the New World.
- Bartolomé de Las Casas si reca nei Caraibi e diventa frate (e poi vescovo di Chiapas). Nel suo operato difenderà strenuamente gli interessi degli indios.

## Nati

### Gennaio
- 11 gennaio - Pedro Nunes, matematico, cosmografo e cartografo portoghese († 1578)
- 20 gennaio - Sebastiano Aparicio, religioso spagnolo († 1600)

### Marzo
- 4 marzo - Elisabetta d'Assia, principessa († 1557)
- 9 marzo - Margherita Antoniazzi, religiosa italiana († 1565)
- 18 marzo - Filiberto di Chalon, condottiero francese († 1530)
- 20 marzo - Pierino Belli, giurista italiano († 1575)

### Aprile
- 2 aprile - Susanna di Baviera, nobile († 1543)
- 10 aprile - Ottone Enrico del Palatinato, nobile tedesco († 1559)

### Maggio
- 1º maggio - Jakob Bagge, ammiraglio svedese († 1577)
- 25 maggio - Alfonso III d'Avalos, militare e politico italiano († 1546)

### Giugno
- 7 giugno - Giovanni III del Portogallo, re portoghese († 1557)
- 22 giugno - Girolamo Recanati Capodiferro, cardinale e vescovo cattolico italiano († 1559)

### Luglio
- 27 luglio - Francesco Corteccia, compositore e organista italiano († 1571)

### Agosto
- 14 agosto - Pieter Coecke van Aelst, pittore, scultore e architetto fiammingo († 1550)

### Settembre
- 14 settembre - Luigi II del Palatinato-Zweibrücken, nobile tedesco († 1532)

### Ottobre
- 15 ottobre - Jacopo Nacchianti, vescovo cattolico e teologo italiano († 1569)

### Novembre
- 2 novembre - Pier Francesco Foschi, pittore italiano († 1567)

### Senza giorno specificato
- Borommaracha IV, sovrano siamese († 1533)
- Teresa de Zúñiga, nobildonna spagnola († 1565)
- Nero Alberti da Sansepolcro, intagliatore e poeta italiano († 1568)
- Heinrich Aldegrever, pittore, orafo e incisore tedesco († 1560)
- Giovanna d'Aragona, duchessa († 1575)
- Barthel Beham, pittore e incisore tedesco († 1540)
- Antonio Bernardi, vescovo cattolico e filosofo italiano († 1565)
- Jacopo Bertucci, pittore e scultore italiano († 1579)
- Giulio Campi, pittore e architetto italiano († 1572)
- Jean de la Cassiere, militare francese († 1581)
- Renato di Challant, conte († 1565)
- Giacomo Chizzola, diplomatico, agronomo e umanista italiano († 1586)
- Romolo Cincinnato, pittore italiano († 1593)
- Pietro Francesco Contarini, patriarca cattolico italiano († 1555)
- Giovanni Antonio De Nigris, giurista italiano († 1570)
- Onorato Fascitelli, vescovo cattolico e monaco cristiano italiano († 1564)
- Sebastiano Fausto, traduttore italiano († 1565)
- Gianfrancesco "Cagnino" Gonzaga, militare italiano († 1539)
- Leonardo da Pistoia, pittore italiano († 1548)
- Sigismondo II Malatesta, condottiero italiano († 1555)
- La Malinche,  azteca
- Jan Mandijn, pittore fiammingo († 1560)
- Francesco Menzocchi, pittore italiano († 1574)
- Henry Percy, VI conte di Northumberland, conte britannico († 1537)
- Hernando Pizarro, militare spagnolo († 1578)
- Ottaviano Preconio, arcivescovo cattolico italiano († 1568)
- Girolamo Santacroce, scultore, architetto e medaglista italiano († 1537)
- Stefano Speroni, pittore italiano († 1562)
- Francesco Spiera, avvocato italiano († 1548)
- Giovanni Tagliavia d'Aragona, nobile, politico e militare italiano († 1548)
- Takeno Jōō,  giapponese († 1555)
- Toki Yorinari, militare giapponese († 1582)
- Jakub Uchański, arcivescovo cattolico polacco († 1581)
- Antonio Maria Zaccaria, presbitero e medico italiano († 1539)
- Damião de Góis, storico e diplomatico portoghese († 1574)
- Bernardino della Croce, vescovo cattolico svizzero († 1568)
- Biagio di Monluc, generale e scrittore francese († 1577)

## Morti
- 18 febbraio - Edvige Jagellone, principessa polacca (n. 1457)
- 14 marzo - Felix Fabri, teologo svizzero
- 2 aprile - Arturo Tudor, principe britannico (n. 1486)
- 4 giugno - Astorre III Manfredi, politico (n. 1485)
- 1º luglio - Francisco de Bobadilla, militare spagnolo (n. 1448)
- 20 luglio - Giovanni Battista Ferrari, cardinale e arcivescovo cattolico italiano
- 23 agosto - Robert Willoughby, I barone Willoughby de Broke, ufficiale e nobile inglese (n. 1452)
- 2 settembre - Ahuitzotl, imperatore azteco
- 13 settembre - Annio da Viterbo, religioso, umanista e falsario italiano (n. 1437)
- 9 ottobre - Giulio Cesare da Varano, condottiero italiano (n. 1434)
- 14 ottobre - Diego Hurtado de Mendoza y Quiñones, cardinale e patriarca cattolico spagnolo (n. 1444)
- 2 novembre - Antonio Benivieni, medico italiano (n. 1443)
- 26 dicembre - Ramiro de Lorca, militare spagnolo (n. 1452)
- 31 dicembre - Vitellozzo Vitelli, generale, politico e nobile italiano (n. 1458)
- Nicolò Alunno, pittore italiano
- Gherardo Felice Appiano d'Aragona, nobiluomo italiano (n. 1462)
- Bartolomeo della Gatta, pittore, miniatore e religioso italiano (n. 1448)
- Pietro Bernardino, orafo italiano (n. 1475)
- Antonio Bonfini, umanista e storiografo italiano (n. 1427)
- Donato Bossi, scrittore italiano (n. 1436)
- Matteo Bosso, presbitero e umanista italiano
- Antonio Cammelli, poeta italiano (n. 1436)
- Matteo Civitali, scultore italiano (n. 1436)
- Nicolau Coelho, navigatore e esploratore portoghese
- William Cornysh, compositore inglese (n. 1430)
- Miguel Corte-Real, esploratore e navigatore portoghese (n. 1448)
- Francesco Laurana, scultore, architetto e medaglista italiano (n. 1430)
- Giovanni Leoni Gallucci, vescovo cattolico italiano
- Olivier de la Marche, poeta e militare fiammingo (n. 1425)
- Murata Jukō, monaco buddista giapponese (n. 1423)
- Carlo Orsini di Gentile Virginio, condottiero italiano
- Andrea Paleologo, nobile (n. 1453)
- Giustina Rocca, avvocatessa italiana
- Francisco Roldán, funzionario spagnolo (n. 1450)
- Bertrando de' Rossi, nobile italiano (n. 1429)
- Giovanni de' Rossi, condottiero italiano (n. 1431)
- Shimun V, vescovo cristiano orientale siro
- Antonio Trotti, nobile e militare italiano

## Calendario
| Calendario 1502 | Calendario 1502 | Calendario 1502 | Calendario 1502 | Calendario 1502 | Calendario 1502 | Calendario 1502 | Calendario 1502 | Calendario 1502 | Calendario 1502 | Calendario 1502 | Calendario 1502 | Calendario 1502 | Calendario 1502 | Calendario 1502 | Calendario 1502 | Calendario 1502 | Calendario 1502 | Calendario 1502 | Calendario 1502 | Calendario 1502 | Calendario 1502 | Calendario 1502 | Calendario 1502 | Calendario 1502 | Calendario 1502 | Calendario 1502 | Calendario 1502 | Calendario 1502 | Calendario 1502 | Calendario 1502 | Calendario 1502 | Calendario 1502 |
| --------------- | --------------- | --------------- | --------------- | --------------- | --------------- | --------------- | --------------- | --------------- | --------------- | --------------- | --------------- | --------------- | --------------- | --------------- | --------------- | --------------- | --------------- | --------------- | --------------- | --------------- | --------------- | --------------- | --------------- | --------------- | --------------- | --------------- | --------------- | --------------- | --------------- | --------------- | --------------- | --------------- |
|                 | 1               | 2               | 3               | 4               | 5               | 6               | 7               | 8               | 9               | 10              | 11              | 12              | 13              | 14              | 15              | 16              | 17              | 18              | 19              | 20              | 21              | 22              | 23              | 24              | 25              | 26              | 27              | 28              | 29              | 30              | 31              |                 |
| Gennaio         | Sa              | Do              | Lu              | Ma              | Me              | Gi              | Ve              | Sa              | Do              | Lu              | Ma              | Me              | Gi              | Ve              | Sa              | Do              | Lu              | Ma              | Me              | Gi              | Ve              | Sa              | Do              | Lu              | Ma              | Me              | Gi              | Ve              | Sa              | Do              | Lu              |                 |
| Febbraio        | Ma              | Me              | Gi              | Ve              | Sa              | Do              | Lu              | Ma              | Me              | Gi              | Ve              | Sa              | Do              | Lu              | Ma              | Me              | Gi              | Ve              | Sa              | Do              | Lu              | Ma              | Me              | Gi              | Ve              | Sa              | Do              | Lu              |                 |                 |                 |                 |
| Marzo           | Ma              | Me              | Gi              | Ve              | Sa              | Do              | Lu              | Ma              | Me              | Gi              | Ve              | Sa              | Do              | Lu              | Ma              | Me              | Gi              | Ve              | Sa              | Do              | Lu              | Ma              | Me              | Gi              | Ve              | Sa              | Do              | Lu              | Ma              | Me              | Gi              |                 |
| Aprile          | Ve              | Sa              | Do              | Lu              | Ma              | Me              | Gi              | Ve              | Sa              | Do              | Lu              | Ma              | Me              | Gi              | Ve              | Sa              | Do              | Lu              | Ma              | Me              | Gi              | Ve              | Sa              | Do              | Lu              | Ma              | Me              | Gi              | Ve              | Sa              |                 |                 |
| Maggio          | Do              | Lu              | Ma              | Me              | Gi              | Ve              | Sa              | Do              | Lu              | Ma              | Me              | Gi              | Ve              | Sa              | Do              | Lu              | Ma              | Me              | Gi              | Ve              | Sa              | Do              | Lu              | Ma              | Me              | Gi              | Ve              | Sa              | Do              | Lu              | Ma              |                 |
| Giugno          | Me              | Gi              | Ve              | Sa              | Do              | Lu              | Ma              | Me              | Gi              | Ve              | Sa              | Do              | Lu              | Ma              | Me              | Gi              | Ve              | Sa              | Do              | Lu              | Ma              | Me              | Gi              | Ve              | Sa              | Do              | Lu              | Ma              | Me              | Gi              |                 |                 |
| Luglio          | Ve              | Sa              | Do              | Lu              | Ma              | Me              | Gi              | Ve              | Sa              | Do              | Lu              | Ma              | Me              | Gi              | Ve              | Sa              | Do              | Lu              | Ma              | Me              | Gi              | Ve              | Sa              | Do              | Lu              | Ma              | Me              | Gi              | Ve              | Sa              | Do              |                 |
| Agosto          | Lu              | Ma              | Me              | Gi              | Ve              | Sa              | Do              | Lu              | Ma              | Me              | Gi              | Ve              | Sa              | Do              | Lu              | Ma              | Me              | Gi              | Ve              | Sa              | Do              | Lu              | Ma              | Me              | Gi              | Ve              | Sa              | Do              | Lu              | Ma              | Me              |                 |
| Settembre       | Gi              | Ve              | Sa              | Do              | Lu              | Ma              | Me              | Gi              | Ve              | Sa              | Do              | Lu              | Ma              | Me              | Gi              | Ve              | Sa              | Do              | Lu              | Ma              | Me              | Gi              | Ve              | Sa              | Do              | Lu              | Ma              | Me              | Gi              | Ve              |                 |                 |
| Ottobre         | Sa              | Do              | Lu              | Ma              | Me              | Gi              | Ve              | Sa              | Do              | Lu              | Ma              | Me              | Gi              | Ve              | Sa              | Do              | Lu              | Ma              | Me              | Gi              | Ve              | Sa              | Do              | Lu              | Ma              | Me              | Gi              | Ve              | Sa              | Do              | Lu              |                 |
| Novembre        | Ma              | Me              | Gi              | Ve              | Sa              | Do              | Lu              | Ma              | Me              | Gi              | Ve              | Sa              | Do              | Lu              | Ma              | Me              | Gi              | Ve              | Sa              | Do              | Lu              | Ma              | Me              | Gi              | Ve              | Sa              | Do              | Lu              | Ma              | Me              |                 |                 |
| Dicembre        | Gi              | Ve              | Sa              | Do              | Lu              | Ma              | Me              | Gi              | Ve              | Sa              | Do              | Lu              | Ma              | Me              | Gi              | Ve              | Sa              | Do              | Lu              | Ma              | Me              | Gi              | Ve              | Sa              | Do              | Lu              | Ma              | Me              | Gi              | Ve              | Sa              |                 |